# Даян Мурзин
Даян Баянович Мурзин (на татарски: Dayan Fätqolbayan ulı Murzin, Dayan Fatkolbayan ulı Murzin; 20 януари 1921 г. , роден в Стари Балыкли, Уфимска губерния – 9 февруари 2012 г., Уфа, Башкортостан) е участник във Втората световна война и движението на Съпротивата.

## Биография

### Предвоенни години
Роден на 20 януари 1921 г. в село Стари Балыкли (сега Бакалински район, Башкортостан). Завършва гимназия с отличие. По националност татарин. Преди войната завършва педагогическото училище „Кушнаренко“. Работи като селски учител в село Стари Балъкли. Работил е като директор на Тактагуловското непълно средно училище.

### Военна подготовка. Начало на войнчата
През май 1941 г. завършва Рижското военно училище, служи като помощник-командир на взвод в 10-та пехотна дивизия на Балтийския военен окръг.
На фронта от 22 юни 1941 г. Воюва в 10-та пехотна дивизия като командир на взвод; командир на разузнавателен взвод и командир на разузнавателна рота в Ямполския партизански отряд „За Родината“, който е част от партизанското съединение на Сидор Ковпак.

### Агентурна работа в СС
От август 1942 до август 1943 г. действа като агент в 1-ва щабна рота на Туркестанския легион. През 1943 г. на нелегална работа в Донбас в град Сталино. В резултат на работата му няколко части от Туркестанския легион и Идел-Уралския легион преминват на страната на Червената армия.
През декември 1943 г. с група разузнавачи в Молдова организира партизански отряд на името на Вячеслав Молотов; воюва на територията на Виницка и Одеска области на Украйна, в Молдова до април 1944 г. През 1944 г. учи в Специалната школа за скаути на партизанското движение на Украйна. През август 1944 г., като част от група офицери от словашко-чешкото разузнаване, той е оставен в Словакия, за да организира партизанско движение. Тук той е началник-щаб на партизанския отряд, след това командир на международната партизанска бригада на името на Ян Жижка (известен с прозвището „Черният генерал“). Воюва на територията на Моравия и Чехия до 9 май 1945 г.

## Следвоенни години
Съпругата си среща в партизански отряд. Тя е радист, живеят цял живот заедно. След войната работи в отдела за народно образование на Бакалински район на Башкирската АССР.
След като завършва Казанския юридически факултет и Всесъюзния юридически кореспондентски институт, той е помощник-прокурор на Абзелиловски район, помощник-прокурор на град Стерлитамак.
През 1955 – 1960 г. е старши следовател, началник на отдела за надзор на законността в местата за лишаване от свобода на прокуратурата на Башкирската АССР.
От 1961 до 1962 г. е заместник-министър на вътрешните работи по кадрите. През 1962 – 1969 г. – отново като началник на отдела за надзор на законността в местата за лишаване от свобода на прокуратурата на Башкирската АССР.
От 1969 до 1986 г. – председател на Башкирската републиканска адвокатска колегия, от 1987 до 1990 г. – директор на Музея на международното приятелство.
От 1989 г. – член на Президиума на Съвета на ветераните от войната на СССР, труда, въоръжените сили и правоприлагащите органи на Република Башкортостан.

## Смърт
Умира на 10 февруари 2012 г. в Уфа. Сбогуването и погребението се състои на 13 февруари 2012 г.

## Награди
| СССР  | 2 май 1945 | Кавалер на Ордена на Червеното знаме                                                    |
| СССР  | 1985       | Кавалер на Ордена на Отечествената война 1-ва степен                                    |
| СССР  |            | Кавалер на Ордена на Отечествената война 2-ри клас                                      |
| СССР  |            | Кавалер на Ордена на Червената звезда                                                   |
| СССР  | 1945       | Медал „За освобождение Праги“                                                           |
| СССР  | 1945       | Медал „Партизан на Отечествената война“ 1-ва степен                                     |
| СССР  | 1945       | Медал „За победата над Германия във Великата отечествена война 1941 – 1945 г.“          |
| СССР  | 1965       | Юбилеен медал „Двадесет години победа във Великата отечествена война 1941 – 1945 г.“    |
| СССР  | 1967       | Юбилеен медал „50 години въоръжени сили на СССР“                                        |
| СССР  | 1975       | Юбилеен медал „Тридесет години победа във Великата отечествена война 1941 – 1945 г.“    |
| СССР  | 1978       | Юбилеен медал „60 години въоръжени сили на СССР“                                        |
| СССР  | 1985       | Юбилеен медал „Четиридесет години победа във Великата отечествена война 1941 – 1945 г.“ |
| СССР  | 1988       | Юбилеен медал „70 години въоръжени сили на СССР“                                        |
| Русия | 1995       | Юбилеен медал „50 години победа във Великата отечествена война 1941 – 1945 г.“          |
| Русия | 1995       | Медал „Жуков“                                                                           |
| Русия | 2005       | Юбилеен медал „60 години победа във Великата отечествена война 1941 – 1945 г.“          |
| Русия | 2010       | Юбилеен медал „65 години от победата във Великата отечествена война 1941 – 1945 г.“     |

| Чехословакия |  | Кавалер на Ордена на Червеното знаме                                    |
| Чехословакия |  | Кавалер на Златната звезда на чехословашкия военен орден „За свобода“   |
| Чехословакия |  | Кавалер на Ордена на словашкото национално въстание, 1-ва степен        |
| Чехословакия |  | военен кръст                                                            |
| Чехословакия |  | Медал „За храброст пред врага“                                          |
| Чехословакия |  | Партизанска значка                                                      |
| Чехословакия |  | Медал „За укрепване на оръжейното приятелство“, 2 клас                  |
| Чехословакия |  | Възпоменателен медал за 25-годишнината от Победата февруари             |
| Чехия        |  | Почетен кръст на министъра на отбраната на Чешката република, 1 клас    |
| Чехия        |  | Почетен кръст на министъра на отбраната на Чешката република, 2-ри клас |
| Чехия        |  | Паметен знак „60 години от края на Втората световна война“              |

Общо 86 ордена и медала:
- 2 ордена на Червеното знаме (1942, 1969)
- 2 ордена на Червената звезда (1943, 1954)
- Орден на Отечествената война 1-ва степен (1955 г.)
- Орден и медал от партизанската война 1-ва и 2-ра степен (Чехословакия) (1944 г.)
- 12 медала на СССР, 13 медала на други страни
- Сребърен меч и именно оръжие от община Злин (Чехословакия) (1945 г.)